# Kylie Minogue (álbum)
Kylie Minogue é o quinto álbum de estúdio auto-intitulado da cantora australiana Kylie Minogue, lançado primeiramente em 19 de setembro de 1994 pela Deconstruction Records. Na Austrália e Nova Zelândia, o álbum foi lançado pela Mushroom. Os planos para um lançamento americano pela Imago Records, que emitiu o primeiro single do álbum, caíram completamente, e a liberação nunca aconteceu. Com o novo contrato com sua gravadora, Minogue trabalhou com novos produtores, incluindo Dave Ball, Ingo Vauk, Brothers in Rhythm, Manic Street Preachers e Rob Dougan, que acabou por produzirem, em seguida, seu futuro álbum Impossible Princess (1997).
Musicalmente, o álbum varia de acordo com vários gêneros musicais, mas permanece no campo da música pop. O álbum representou uma mudança na música de Minogue, trabalhando com estilos como new jack swing, jazz, house e techno music, similar aos tons musicais de seu álbum anterior. Ele se tornou o segundo álbum de Minogue que consistiu com canções escritas por ela. Originalmente, o álbum consistia em todas as canções escritas por Minogue, mas Pete Hadfield sentiu que ela estava indo para a direção errada, por isso, mais novas dezessete músicas foram gravadas. Liricamente, o tema do álbum envolve o amor, com muitos dos sub-temas em direção a infidelidade, colocar alguém em seu próprio lugar, a relação sexual e luxúria. Exemplos dos temas vêm de singles como "Confide in Me" e "Put Yourself In My Place", ambos em torno do tema do amor.
Após o lançamento, Kylie Minogue recebeu críticas favoráveis da maioria dos críticos de música. Muitos críticos elogiaram a direção do álbum e os vocais e produção de Minogue. Kylie Minogue foi um sucesso nas paradas, atingindo a terceira posição no Australian Albums Chart em outubro de 1995, e foi certificado ouro pelas cópias de 70.000 cópias. Foi igualmente bem sucedido no Reino Unido, atingindo a segunda posição, e foi certificado ouro pelas cópias de 400.000 cópias. Três singles foram lançados; "Confide in Me", o primeiro single do álbum, se tornou um dos singles de maior sucesso de Minogue, alcançando a primeira posição na Austrália e Israel, e a segunda no Reino Unido. "Put Yourself In My Place" chegou a décima primeira posição na Austrália e Reino Unido. "Where Is The Feeling?" tornou-se o terceiro single e alcançou a décima-sexta posição no reino unido e 31ª na Austrália. Até 2008, o álbum já havia vendido 2 milhões de cópias.

## Antecedentes e desenvolvimento
Quando Minogue estava à beira de assinar com a Deconstruction Records, ela lançou dois singles "What Kind of Fool (Heard All That Before)" e "Celebration". De acordo com os tablóides da época, eles notaram que Minogue ou sua gravadora PWL progrediu sem direção musical ou desenvolvimento ao longo dos anos. Embora ela assinou com a PWL para três álbuns, gravou quatro no total, com Let's Get To It sendo seu primeiro álbum com créditos da composição por Minogue. O álbum tornou-se um 'fracasso' em termos comerciais na Austrália e no Reino Unido, tendo apenas um pico dentro do top vinte, e não conseguiu alcançar uma certificação a partir de qualquer indústria. Ela deixou a PWL e assinou com a Deconstruction para criar o álbum epônimo. Foi seu primeiro álbum que não foi escrito e produzido pelo trio de produção Stock Aitken Waterman, e incluiu uma variedade de novos produtores e compositores, incluindo Steve Anderson, Dave Seaman e Brothers in Rhythm, todos os que ajudaram com o álbum.
Kylie Minogue foi o primeiro lançamento de Minogue fora da equipe de produção Stock Aitken Waterman. Em uma tentativa de ampliar sua base de fãs e estender-se como um artista, ela teve um papel ativo no planejamento do álbum e procurou um grupo diversificado de artistas para ela colaborar. As primeiras sessões de gravação ocorreram em 1993 e resultaram em duas músicas gravadas com a banda Saint Etienne ("Nothing Can Stop Us" e "When Are You Coming Home?"), e oito canções co-compostas por Minogue com The Rapino Brothers ("Aston Martin", "For All I’m Worth", "Gotta Move On", "Difficult By Design", "Love Is on the Line", "Light That I Was Looking For", "Living For Your Loving" e "Automatic Love").
Mas o escritório A&R da Desconstruction achou que Minogue estava indo para a direção errada, por isso, mais dezessete novas músicas foram gravadas. Estas incluíram oito com Brothers in Rhythm ("Confide in Me", "Where Is The Feeling?", "Dangerous Game", "If You Don’t Love Me", "Love Is Waiting", "At The End of the Day" com a reprodução de "Automatic Love" e "Love Is on the Line"), quatro com Jimmy Harry ("If I Was Your Lover", "Put Yourself in My Place", "Intuition" e "The World Needs Love"), duas com o cantor e compositor Gerry DeVeaux ("Surrender" e "No Turning Back"), duas com Pete Heller e Terry Farley ("Where Has The Love Gone?" e "Falling") e uma com M People ("Time Will Pass You By").

## Composição
Allmusic descreveu o álbum como "ainda dance-pop, há estilo nas músicas que não estavam em Let's Get to It. Definitivamente o início da segunda fase de sua carreira".
Levando em uma vibe mais house music, "Where Has the Love Gone?" apresenta um teclado efetuado sobre uma batida de clube. Liricamente, a canção fala de Minogue buscando uma resposta de por que seu relacionamento foi fracassado. A próxima música, "Falling", apresenta uma produção dance-pop com suporte de sintetizadores, enquanto os vocais de Minogue ficam ofegantes com grandes quantidades de eco. Liricamente, a canção diz como você pode superar seu passado e se apaixonar novamente. A faixa de encerramento do álbum é "Time Will Pass You By". Essa faixa revisita o estilo acid jazz com uma seção de metais proeminentes sobre uma batida rítmica disco. Liricamente, a canção é sobre não levar a vida como concedida e apreciá-la ao máximo. Para a liberação canadense do álbum, Minogue gravou uma versão francesa de "Confide In Me", conhecida como "Fie-toi à moi". Foi lançada exclusivamente na edição canadense do álbum, que apresenta uma capa diferente.

## Recepção

### Análise da crítica
| Críticas profissionais | Críticas profissionais |
| Avaliações da crítica  | Avaliações da crítica  |
| Fonte                  | Avaliação              |
| ---------------------- | ---------------------- |
| AllMusic               | [ 5 ]                  |
| Digital Spy            | [ 1 ]                  |

Kylie Minogue recebeu críticas positivas dos críticos de música, muitos elogiando a dance music lenta. Chris True, da AllMusic, deu uma avaliação positiva. Ele disse: "O quinto álbum de Minogue não contou com a produção de Stock-Aitken-Waterman e encontrou a cantora diminutiva trabalhando com os produtores de hip dance como David Seaman. Kylie Minogue (também observe o uso de seu sobrenome na capa) quis soar crescida, e ela conseguiu com facilidade. Enquanto ela ainda está no dance-pop, há estilo nas músicas que não estavam em Let's Get to It. Definitivamente o início da segunda fase de sua carreira". Ele havia destacado "Confide in Me", "If I Was Your Lover" e "Automatic Love" como as "picaretas" do álbum. Nick Levine, do Digital Spy, premiou o álbum com quatro estrelas de cinco. Ele escreveu em seu estudo retrospectivo que o disco era "coeso, elegante e – muito parecido com ela mesma – notavelmente não marcado pelo passar dos anos, este álbum nos seduz", e elogiou os vocais de Minogue, dizendo: "Seus primeiros críticos vão ter cuspido seus cappuccinos, quando ouviram o jeito que ela tribuna em 'Automatic Love'". Também em uma avaliação retrospectiva, Marc Andrews da revista australiana DNA o chamou de um "álbum subestimado e bastante esquecido", e destacou as faixas "Put Yourself In My Place" e "Where Is The Feeling?".

### Desempenho comercial
Kylie Minogue tinha estreado na terceira posição na Austrália e na quarta no Reino Unido; resultando no álbum que foi certificado ouro. A versão remasterizada também obteve uma certificação de ouro pela BPI. O álbum estreou na 39ª posição no Swedish Albums Chart.

## Singles
"Confide in Me", o primeiro single do álbum, se tornou um dos singles de maior sucesso de Kylie Minogue, alcançando a primeira posição na Austrália e Israel, e a segunda no Reino Unido. A canção foi acompanhada por um vídeo musical em formato de um infomercial. A faixa, escrita e produzida por Brothers in Rhythm, contou com os vocais de Minogue sobre camadas de cordas e tambores.
O segundo single "Put Yourself in My Place" chegou a 11ª posição na Austrália e no Reino Unido. Um vídeo musical, dirigido por Kier McFarlane, Minogue recriou a sequência do filme clássico de Jane Fonda, "Barbarella" (1968) na abertura no vídeo, realizando um strip tease lento dentro de uma nave espacial.
"Where Is the Feeling?" tornou-se o terceiro single, e alcançou a 16ª posição no Reino Unido e 31ª na Austrália.

## Lista de faixas
| Edição padrão  |                            |                                              |                                    |         |  |
| N.º            | Título                     | Compositor(es)                               | Produtor(es)                       | Duração |  |
| 1.             | "Confide in Me"            | Steve Anderson Dave Seaman Owain Barton      | Brothers in Rhythm                 | 5:51    |  |
| 2.             | "Surrender"                | Gerry DeVeaux Charlie Mole                   | Gerry DeVeaux John Waddle Tim Bran | 4:25    |  |
| 3.             | "If I Was Your Lover"      | Jimmy Harry                                  | Jimmy Harry                        | 4:45    |  |
| 4.             | "Where Is the Feeling?"    | Wilf Smarties Jayn Hanna                     | Brothers in Rhythm                 | 6:59    |  |
| 5.             | "Put Yourself in My Place" | Jimmy Harry                                  | Jimmy Harry                        | 4:54    |  |
| 6.             | "Dangerous Game"           | Steve Anderson Dave Seaman                   | Brothers in Rhythm                 | 5:30    |  |
| 7.             | "Automatic Love"           | Kylie Minogue Inga Humpe The Rapino Brothers | Brothers in Rhythm                 | 4:45    |  |
| 8.             | "Where Has the Love Gone?" | Alex Palmer Julie Stapleton                  | Pete Heller Terry Farley           | 7:46    |  |
| 9.             | "Falling"                  | Neil Tennant Chris Lowe                      | Pete Heller Terry Farley           | 6:43    |  |
| 10.            | "Time Will Pass You By"    | Dino Fekaris Nick Zesses John Rhys           | M People                           | 5:26    |  |
| Duração total: | Duração total:             | Duração total:                               | Duração total:                     | 57:12   |  |

| Edição japonesa |                       |                                     |                    |         |  |
| N.º             | Título                | Compositor(es)                      | Produtor(es)       | Duração |  |
| 11.             | "Love Is Waiting"     | Mike Percy Tim Lever Tracy Ackerman | Brothers in Rhythm | 4:52    |  |
| 12.             | "Nothing Can Stop Us" | Bob Stanley Pete Wiggs              | Saint Etienne      | 4:06    |  |

| Edição do Canadá |                                   |                                         |                    |         |  |
| N.º              | Título                            | Compositor(es)                          | Produtor(es)       | Duração |  |
| 11.              | "Confide in Me" (versão francesa) | Steve Anderson Dave Seaman Owain Barton | Brothers in Rhythm | 5:51    |  |

| Disco bônus da edição especial |                                                   |                                         |                                    |         |  |
| N.º                            | Título                                            | Compositor(es)                          | Produtor(es)                       | Duração |  |
| 1.                             | "Dangerous Overture"                              | Steve Anderson Dave Seaman              | Brothers in Rhythm                 | 1:20    |  |
| 2.                             | "Confide in Me" (Justin Warfield Mix)             | Steve Anderson Dave Seaman Owain Barton | Brothers in Rhythm                 | 5:27    |  |
| 3.                             | "Put Yourself in My Place" (Dan's Old School Mix) | Jimmy Harry                             | Jimmy Harry                        | 4:31    |  |
| 4.                             | "Where Is the Feeling?" (versão acústica)         | Wilf Smarties Jayn Hanna                | Brothers in Rhythm                 | 4:51    |  |
| 5.                             | "Nothing Can Stop Us"                             | Bob Stanley Pete Wiggs                  | Saint Etienne                      | 4:06    |  |
| 6.                             | "Love Is Waiting"                                 | Mike Percy Tim Lever Tracy Ackerman     | Brothers in Rhythm                 | 4:46    |  |
| 7.                             | "Time Will Pass You By" (Paul Masterson Mix)      | Dino Fekaris Nick Zesses John Rhys      | M People                           | 7:34    |  |
| 8.                             | "Where Is the Feeling?" (West End TKO Mix)        | Wilf Smarties Jayn Hanna                | Brothers in Rhythm                 | 8:11    |  |
| 9.                             | "Falling" (Alternative Mix)                       | Neil Tennant Chris Lowe                 | Pete Heller Terry Farley           | 8:40    |  |
| 10.                            | "Confide in Me" (Big Brothers Mix)                | Steve Anderson Dave Seaman Owain Barton | Brothers in Rhythm                 | 10:27   |  |
| 11.                            | "Surrender" (Talking Soul Mix)                    | Gerry DeVeaux Charlie Mole              | Gerry DeVeaux John Waddle Tim Bran | 4:26    |  |
| 12.                            | "Put Yourself in My Place" (versão acústica)      | Jimmy Harry                             | Jimmy Harry                        | 4:46    |  |
| 13.                            | "If You Don't Love Me" (versão acústica)          | Paddy McAloon                           | Brothers in Rhythm                 | 2:10    |  |
| 14.                            | "Confide in Me" (versão francesa)                 | Steve Anderson Dave Seaman Owain Barton | Brothers in Rhythm                 | 5:51    |  |

## Desempenho nas tabelas musicais
| Tabela musical (1994)           | Melhor posição |
| ------------------------------- | -------------- |
| Austrália (ARIA Charts)         | 3              |
| Alemanha (Media Control Charts) | 78             |
| Japão (Oricon)                  | 54             |
| Suécia (Sverigetopplistan)      | 39             |
| Suíça (Schweizer Hitparade)     | 33             |
| Reino Unido (UK Albums Chart)   | 4              |

## Certificações
| Região                                   | Certificação | Vendas/remessas |
| ---------------------------------------- | ------------ | --------------- |
| Austrália (ARIA)                         | Ouro         | 35,000^         |
| Reino Unido (BPI)                        | Ouro         | 100,000^        |
| ^ vendas com base apenas na certificação |              |                 |